# Popówka (budynek)

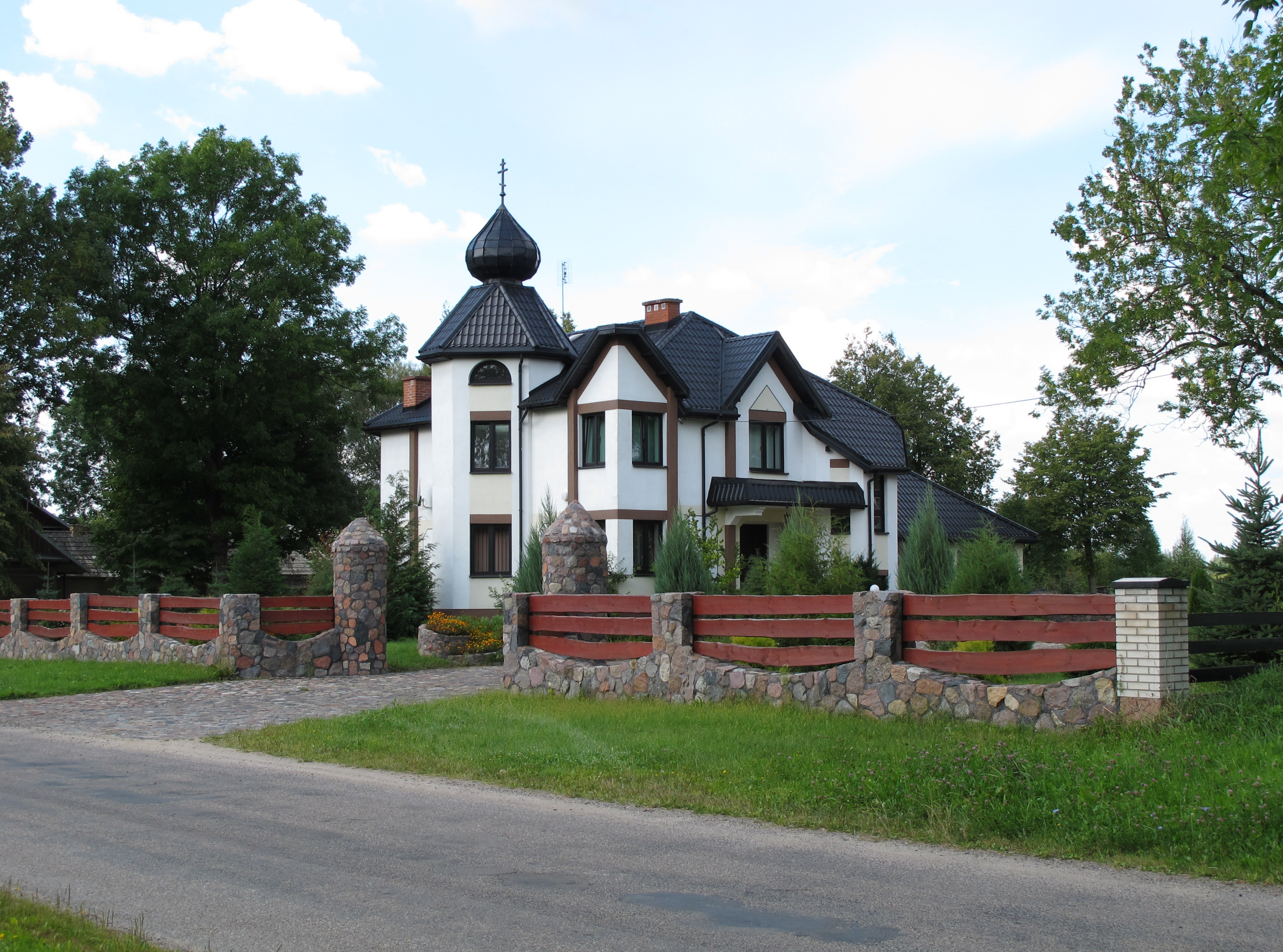
Popówka

Popówka – budynek mieszkalny będący własnością parafii prawosławnej lub greckokatolickiej, zazwyczaj ulokowany w pobliżu cerkwi, przeznaczony na mieszkanie dla popa.
Zwyczajowo popówką nazywane były niektóre składniki majątku ziemskiego parafii prawosławnej, np. ogród, sad, pole lub całe gospodarstwo rolne postawione do dyspozycji popa jako uposażenie na czas sprawowania posługi w parafii, jako jedno ze źródeł jego utrzymania.